# 氷見あいやまガーデン
座標: 北緯36度53分17.5秒 東経136度57分58秒 / 北緯36.888194度 東経136.96611度
氷見あいやまガーデンは氷見市稲積にある洋風庭園。2009年（平成21年）に開園した後、2025年（令和7年）に「丘の駅」をコンセプトにリニューアルされた施設である。

## 概要
2009年4月25日開園。富山湾越しに立山連峰を望む標高約100メートルの小高い丘陵地に位置する。総面積は11.9haでそのうち4.4haが庭園となっている。運営会社は花と緑の丘氷見である。入り口であるゲストハウスには、カフェ設備のほか、2017年9月2日にオープンしたドライフラワー専門店である「ぶらぶら」、利用者が借りることができるフリースペース・ギャラリーが整備された。
ゲストハウス内に「氷見牛レストランあいやま」と「デニッシュ工房」が存在したが休業状態となっていた。
2025年4月18日に開園15周年でリニューアルオープンした。バラ園は約200品種2,500本（2022年現在）で他にもダリアやチューリップなどが植えられており、リニューアル後は花の種類や数を増やすこととしている。また、2025年4月のリニューアルでレストラン棟が一新されたほか、そば打ちのほか、香水や塩づくりのワークショップも充実させることとなった。

## 利用案内
- 開園時間　9時 - 17時
- 入場料　高校生以上800円、小中学生400円、65歳以上と障害者（高校生以上）は700円。
なお、20名以上の団体の場合は一人当たり100円引きとなる。小学生未満は無料。
- 年間パスポート　高校生以上2,800円、小中学生1,200円、65歳以上2,400円。

有効期限が切れて3か月以内の場合は1,500円で更新が可能。

## 周辺施設
- 永芳閣

## 交通アクセス
所在地：富山県氷見市稲積字大谷内112-1 
- 能越自動車道氷見インターチェンジから車で10分
カーナビに同地の住所を入力しても異なる場所が表示されるため、公式サイトの「アクセス」の参照が推奨されている。
- 加越能バス 北阿尾バス停下車 徒歩40分